# Townsend Saunders
Pour les articles homonymes, voir Saunders.
Townsend Saunders est un lutteur américain spécialiste de la lutte libre né le 20 avril 1967 à White Sands.

## Biographie
Lors des Jeux olympiques d'été de 1996 se tenant à Atlanta,aux États-Unis d'Amérique, il remporte la médaille d'argent en combattant dans la catégorie des -68 kg. Il a participé aux Jeux Olympiques de 1992 et de 1996. 